# Tadeusz Jakubowski (pułkownik)
Tadeusz Kazimierz Alojzy Jakubowski, ps. „Bezmian” (ur. 12 sierpnia 1891 w Kołomyi, zm. 1940 w Bukareszcie) – podpułkownik audytor Wojska Polskiego, działacz niepodległościowy, kawaler Orderu Virtuti Militari, doktor praw.

## Życiorys
Urodził się 12 sierpnia 1891 w Kołomyi, w rodzinie Wiktora, radcy skarbowego i Bronisławy z Lityńskich. Maturę zdał w gimnazjum w Bochni. Podczas nauki kierował od 1906 do 1909 organizacją młodzieży postępowo-niepodległościowej „Promień” (na jej podstawie rozwinęła się w Bochni PPS-Frakcja Rewolucyjna). Ponadto przyczynił się w ramach tworzenia Domu Robotniczego i Czytelni Robotniczej w Bochni. Odbywał studia prawnicze na Wydziale Prawa Uniwersytetu Jagiellońskiego w Krakowie oraz na tamtejszej Akademii Handlowej. Nadal działał w Bochni, gdzie w 1910 dokonał przekształcenia „Czytelni Akademickiej” w ekspozyturę Promienistych „Życie”, zaś w jej ramach w 1913 był założycielem pierwszej w mieście biblioteki publicznej. Od 1911 był członkiem Związku Walki Czynnej działając pod pseudonimem „Bezmian”. W sferze wojskowej został absolwentem szkoły podoficerskiej i niższego kursu oficerskiego. W Bochni powołał oddział ZWC i został jego komendantem, zaś od marca był komendantem obwodu Bochnia–Brzesko tej organizacji. W styczniu 1913 powołał w Bochni oddział Związku Strzeleckiego.
Po wybuchu I wojny światowej wstąpił do Legionów Polskich. Służył w III batalionie, potem w II batalionie 2 pułku piechoty w składzie II Brygady. Brał udział w bitwach pod Nadwórną, pod Mołotkowem, pod Zieloną i pod Rafajłową. Awansowany do stopnia porucznika piechoty 18 stycznia 1915. Od 25 kwietnia 1915 był dowódcą 2 kompanii w IV batalionie 2 pułku piechoty. Następnie służył w III batalionie nowo utworzonego 4 pułku piechoty w składzie III Brygady, po czym został dowódcą 10 kompanii, zwyczajową zwanej „bocheńską”. Od 9 września 1915 był dowódcą III batalionu w 6 pułku piechoty. Od 10 do 24 października tego roku pełnił w zastępstwie obowiązki komendanta pułku. Od 2 grudnia 1915 awansowany do stopnia kapitana piechoty. Następnie był zatrudniony na stanowisku kierownika w VII GUZ we Włocławku. Po tym jak rozwiązano Legiony od czerwca 1917 pełnił funkcję zastępcy dowódcy 6 pułku piechoty. Działał w Polskiej Organizacji Wojskowej.
Po zakończeniu wojny i odzyskaniu przez Polskę niepodległości wstąpił do Wojska Polskiego. Kontynuował przerwane studia i ukończył je z tytułem doktora praw. 3 maja 1922 został zweryfikowany w stopniu podpułkownika ze starszeństwem z dniem 1 czerwca 1919 roku i 41. lokatą w korpusie oficerów sądowych. Od 1923 pełnił stanowisko sędziego śledczego dla spraw szczególnej wagi w Wojskowym Sądzie Okręgowym Nr V w Krakowie. 31 października 1924 roku Prezydent RP mianował go prokuratorem przy wojskowych sądach okręgowych, a minister spraw wojskowych przeniósł z dniem 1 listopada 1924 z Dowództwa Okręgu Korpusu Nr V w Krakowie do Prokuratury przy Wojskowym Sądzie Okręgowym Nr II w Lublinie na stanowisko prokuratora. Od 1 lipca 1925 odkomenderowany do Korpusu Kontrolerów. 21 czerwca 1927 Prezydent RP mianował go podprokuratorem przy Najwyższym Sądzie Wojskowym w Warszawie, a minister spraw wojskowych przeniósł z Prokuratury przy WSO Nr II do Prokuratury przy NSW na stanowisko podprokuratora. 18 lutego 1930 Prezydent RP mianował go sędzią orzekającym w wojskowych sądach okręgowych, a Minister Spraw Wojskowych przeniósł z Prokuratury przy Najwyższym Sądzie Wojskowym do Wojskowego Sądu Okręgowego Nr X w Przemyślu na stanowisku szefa sądu. 18 czerwca 1930 opublikowano unieważnienie przeniesienia na stanowisko szefa sądu okręgowego. Z dniem 31 października 1930 został mu przedłużony stan nieczynny o dalsze sześć miesięcy. Z dniem 30 kwietnia 1931 został mu przedłużony stan nieczynny o kolejnych dwanaście miesięcy. Pozostając w stanie nieczynnym był zatrudniony na stanowisku dyrektora Urzędu Długów Państwa w Ministerstwie Skarbu. Z dniem 30 kwietnia 1932 został przeniesiony do rezerwy. W 1934 pozostawał w ewidencji Powiatowej Komendy Uzupełnień Warszawa Miasto III. Zajmował 1. lokatę na liście starszeństwa oficerów rezerwy sądowych.
Od 1936 do 1939 pełnił funkcję prezesa Stowarzyszenie Bochniaków (jego wiceprezesami byli ppłk Leopold Okulicki i ppłk Marian Turkowski). Został osadnikiem wojskowym w powiecie lidzkim.
Po wybuchu II wojny światowej, w 1939 został internowany w Rumunii, zmarł w Bukareszcie w 1940. 
W 1916 ożenił się z Józefą z Łuckich, z którą miał syna Kazimierza, ps. „Kazik” – rozstrzelanego na Pawiaku w 1944 za udział w konspiracji ZWZ-AK, odznaczonego Krzyżem Orderu Virtuti Militari.
Po 1990 imieniem Tadeusza Jakubowskiego nazwano ulicę na obszarze Osiedla Niepodległości w Bochni.

## Ordery i odznaczenia
- Krzyż Srebrny Orderu Wojskowego Virtuti Militari nr 6318 – 17 maja 1922[19][20][21]
- Krzyż Niepodległości – 10 grudnia 1931 „za pracę w dziele odzyskania niepodległości”[22][23][24]
- Krzyż Oficerski Orderu Odrodzenia Polski – 11 listopada 1934 „za zasługi na polu administracji skarbowej”[25]
- Krzyż Walecznych po raz pierwszy i drugi „za udział w b. Legionach Polskich”[26][27]
- Krzyż Pamiątkowy 6 pułku piechoty Legionów Polskich[28]
- Pierścień Oficerski 6 Pułku Piechoty Legionów Polskich[29]
- Krzyż Zasługi Wojskowej 3 klasy z dekoracją wojenną[30]